# Nostima elegantula
Nostima elegantula är en tvåvingeart som beskrevs av Friedrich Georg Hendel 1930. Nostima elegantula ingår i släktet Nostima och familjen vattenflugor. Inga underarter finns listade i Catalogue of Life.